# Javier Swayne
Javier Francisco Swayne Yrigoyen (Lima, 16 de marzo de 1982) es un surfista peruano.

## Biografía
Hijo de Gustavo Swayne Parra del Riego y Ana María Yrigoyen Arciniega.
En el 2003, obtuvo el Campeonato Latinomaricano en la Isla Margarita, Venezuela. Ese mismo año había convertido en Campeón Nacional de Surf, título que volvió a conseguir en el 2006 y 2009 y que retuvo en el 2010. En el 2008, ganó la sexta fecha del Open Varones del Campeonato Nacional, en Miraflores.
En el 2007, ganó el Campeonato Panamericano de Surf, en Iquique, Chile. En el 2010, participó con el equipo nacional de tabla ganando el Campeonato Mundial ISA.
En el 2012, ganó el Billabong Cabo Blanco en Talara, Piura. En mayo de ese año, recibió los Laureles Deportivos.
En el 2014, ganó también el Billabong Cabo Blanco en Talara, Piura. en enero de ese año